# 일본 정당사의 민주당
일본의 정당사에 민주당(일본어: 民主党 민슈토[*], 한국 한자: 民主黨) 또는 일본민주당(일본어: 日本民主党 니혼민슈토[*], 한국 한자: 日本民主黨)이라는 이름을 가진 정당이 여럿 있다.

## 민주당 (일본, 1947년)
민주당(民主党)은 1947년에 일본진보당을 중심으로 결성된 중도보수 정당이다. 공직추방령으로 간부들을 잃은 일본진보당이 요시다 시게루 총재에게 불만을 품은 일본자유당의 아시다 히토시 계열과 합동하여 창당하고 아시다를 초대 총재로 삼았다. 1949년부터 야당파와 연립파가 대립한 끝에 연립파가 탈당하고 야당파는 국민민주당을 결성하여 1950년에 해산했다.

## 일본민주당 (1954년)
일본민주당(日本民主党)은 1954년에 결성된 보수정당으로, 국민민주당의 후신인 개진당과 일본자유당을 탈당한 하토야마 이치로 계열이 합동해 창당했다. 초대 총재는 하토야마 이치로가 맡았고, 자주헌법의 제정, 재무장 등 우파적 주장을 내세웠다. 1955년에 같은 보수주의 정당인 자유당과 통합하는 보수합동으로 자유민주당이 결성되어 55년 체제가 개막되면서 해산했다.

## 일본민주당 (1986년)
일본민주당(日本民主党)은 1952년부터 각종 선거에 입후보해온 정치인 시나가와 쓰카사가 1986년 7월에 시행된 제14회 일본 참의원 의원 통상선거에 출마하면서 설립하여 자신의 추천단체로 삼은 정치단체이다. "복지국가와 세계평화의 확립", "국민 정신의 도덕에 의한 무장"을 표어로 내걸고 입후보했으나 낙선했다. 시나가와는 이후 수차례 일본민주당 명의로 출마하였으나 당선되지 못했고, 방송사를 상대로 한 소송에서도 패소했다. 1992년 이후 시나가와가 정계에서 물러나고 사망하면서 자연스럽게 소멸했다.

## 민주당 (일본, 1996년)
민주당(民主党)은 1994년 신진당이 결성된 뒤 하토야마 유키오가 사키가케의 간 나오토, 구 일본사회당 계열의 요코미치 다카히로와 신당 창당에 합의하고 1996년에 조직한 정당이다. 2011년까지 정책을 실현한 뒤 해산하는 시한 정당을 표방했다. 인적 구성에서 전 내각총리대신 무라야마 도미이치, 사키가케 신당 대표 다케무라 마사요시를 배제하자는 이른바 "배제의 논리"를 주장하다가 1996년 제41회 일본 중의원 의원 총선거에서 패배했고, 1998년에 민주당 (일본, 1998년)에 합류하면서 해산되었다. 1998년 결성된 민주당과 구분하기 위해 구 민주당이라고도 부른다.

## 민주당 (일본, 1998년)
민주당(民主党)은 신진당 와해 이후 정계 개편 필요성이 대두된 1998년에 구 민주당 계열이 민정당, 신당 우애, 민주개혁연합의 4개 정당이 참여하는 신당 창당에 합의해 결성한 정당으로, 2008년 기준으로 활동 중이다. 1998년 해산된 구 민주당과 구별해야 할 때에는 신 민주당이라고 지칭하는 경우도 있다. 온건보수파와 젊은 신보수주의파가 혼재하고 있으며, 대표는 온건보수파의 오자와 이치로이다.